# Groover
Groover est une plateforme mettant en relation les artistes avec les médias et professionnels de la musique. Le service est créé en 2018 en France et opère depuis ses bureaux à Paris et à New York.
L'entreprise permet aux artistes, musiciens et leurs représentants - labels, éditeurs, managers etc. - d'entrer en contact avec les médias et professionnels de la musique de leur choix - journalistes, radios, labels, playlists, éditeurs, managers, tourneurs, disc jockeys, superviseurs musicaux, ingénieurs du son -, via une plateforme en ligne. Avec plus de 3.000 contacts disponibles et actifs en France et à l'international parmi lesquels Radio Néo, Longueur d'Ondes ou encore Tsugi Radio, Groover opère via un système de micro-paiements garantissant aux artistes que leur musique sera écoutée, d'obtenir un retour écrit sur celle-ci et des potentielles opportunités de visibilité ou collaboration.
Parmi les plus de 500.000 utilisateurs réguliers de la plateforme, on compte des labels comme Wagram Music, Ninja Tune, Roche Musique, Secret City Records mais aussi des artistes comme La Femme ou Chinese Man.

## Histoire
Lancé au MaMA Music Convention en octobre 2018, le service a été co-fondé par Dorian Perron, Romain Palmieri et Rafaël Cohen, alors étudiants à UC Berkeley. Se développant d'abord en France, l'entreprise développe peu à peu son activité à l'international, en particulier aux États-Unis, au Canada, au Royaume-Uni, au Brésil, en Italie et dans le reste de l'Europe.
En mars 2019, Groover fait partie de la délégation Business France pour représenter l'excellence française dans le domaine du numérique au plus grand salon mondial dans le domaine de la musique : le South by Southwest (SXSW).
En juin 2019, Groover lève 1,3 million d'euros auprès de business angels.
En avril 2021, Groover reprend la plateforme Soonvibes, qui comptait alors 70.000 utilisateurs, pour développer sa communauté dans les musiques électroniques.
En novembre 2021, Groover annonce une nouvelle levée de 6 millions d'euros auprès de Bpifrance Industries Créatives et de Partech Partners.
En 2023, Groover noue des partenariats stratégiques avec des entreprises de référence des services aux artistes : CD Baby, TuneCore, SoundCloud ou encore la SACEM.
En février 2024, Groover annonce une troisième levée de fonds en série A de 7,5 millions d'euros auprès de OneRagTime, Trind, Techmind et Mozza Angels.

## Fonctionnement
Groover met en relation :
- D'un côté les artistes ou leurs représentants qui cherchent à faire la promotion d'un morceau ou d'un album
- De l'autre côté les médias et professionnels de la musique - journalistes, radios, labels, playlists, éditeurs, managers, tourneurs, disc jockeys, superviseurs musicaux, ingénieurs du son - en recherche de talents émergents

Via un système de micro-paiements, les artistes s'assurent que les médias et professionnels qu'ils choisissent vont a minima écouter le morceau envoyé et effectuer un retour écrit sur celui-ci. Les médias et professionnels contactés conservent cependant leur complète indépendance éditoriale en ayant la maîtrise complète de leur décision de partager ou non le morceau, d'entrer en contact avec l'artiste ou non.
En aidant les artistes à faire leurs relations presse et à contacter des professionnels de l'industrie musicale, le système vise à pallier une situation de congestion, entre d'un côté la sortie de 100.000 nouveaux morceaux par jour sur les plateformes de streaming musical comme Spotify - ce grâce à la facilitation de l'accès aux logiciels de production musicale et aux plateformes de distribution musicale - et de l'autre des médias qui se retrouvent submergés d'emails qu'ils n'ont plus le temps et la possibilité de consulter.

## Récompenses
- 2e Prix de l'Innovation dans la Musique 2023, délivré par le Centre National de la Musique
- Prix "Créateur d'avenir" au Concours Petit Poucet 2019[12]
- Prix "Coup de cœur du jury" au concours MaMA Invent 2019[13]
- 1er Prix de l’initiative numérique Culture, Communication, Médias 2019 décerné par Audiens[14]
- Prix "Start-up de l'année" aux Social Music Awards 2020[15]
- Prix du "French American Entrepreneurship Award" 2022 au Consulat de France à New York[16]